# Список ударных кратеров России
В списке ударных кратеров России перечисляются наиболее крупные по диаметру (более 3 км) доказанные ударные кратеры, расположенные на территории современной России.
Площадь Российской Федерации составляет 17 098 246 км². Исходя из расчётов ряда исследователей, на данной территории за последние 570 млн лет (фанерозой) могло образоваться от 100 до 200 ударных кратеров диаметром более 10 км.
В Советском Союзе изучение метеоритных кратеров началось с опознания Попигайской структуры на севере Восточной Сибири как астроблемы в 1969 году группой ленинградских геологов под руководством В. Л. Масайтиса. Основная масса открытий импактных кратеров на территории СССР пришлась на 70-е — 80-е годы XX века.
В настоящее время открыто и изучено более десяти достоверных крупных метеоритных кратеров, при этом следует отметить тот факт, что территория современной России имеет достаточно активную геологическую историю, в результате которой было уничтожено большинство метеоритных кратеров, однако при этом можно предполагать, что большое число импактных структур все ещё ожидает своего обнаружения.

## Список наиболее крупных ударных кратеров, обнаруженных на территории Российской Федерации
Список построен на основании данных «Полного каталога импактных структур Земли» Сибирского центра глобальных катастроф при Российской академии наук, а также данных Институт геохимии и аналитической химии им. В. И. Вернадского.
| Кратер               | Место расположения                                   | Диаметр (км) | Возраст (млн лет) | Координаты                 | Изображение |
| -------------------- | ---------------------------------------------------- | ------------ | ----------------- | -------------------------- | ----------- |
| Попигай              | Якутия и Красноярский край                           | 100          | 35.7              | 71°39′ с. ш. 111°11′ в. д. |             |
| Пучеж-Катунский      | Нижегородская область                                | 80           | 167               | 56°58′ с. ш. 43°43′ в. д.  |             |
| Карский              | Ненецкий автономный округ                            | 65           | 70                | 69°06′ с. ш. 64°09′ в. д.  |             |
| Кограм               | Якутия                                               | 50           | 1050              | 57°34′ с. ш. 134°39′ в. д. |             |
| Каменский            | Ростовская область                                   | 25           | 49.15 ± 0.18      | 48°21′ с. ш. 40°30′ в. д.  |             |
| Логанча              | Эвенкийский район Красноярского края                 | 20           | 40 ± 20           | 65°31′ с. ш. 95°56′ в. д.  |             |
| Эльгыгытгын          | Чукотский автономный округ                           | 18           | 3.5 ± 0.5         | 67°30′ с. ш. 172°05′ в. д. |             |
| Суавъярви            | Республика Карелия                                   | 16           | ~2400             | 63°07′ с. ш. 33°23′ в. д.  |             |
| Калужский            | Калужская область                                    | 15           | 380               | 54°30′ с. ш. 36°12′ в. д.  |             |
| Янисъярви            | Республика Карелия                                   | 14           | 700 ± 5           | 61°58′ с. ш. 30°55′ в. д.  |             |
| Карлинский           | Татарстан                                            | 10           | 5 ± 1             | 54°55′ с. ш. 48°02′ в. д.  |             |
| Рагозинка            | Свердловская область                                 | 9            | 46 ± 3            | 58°44′ с. ш. 61°48′ в. д.  |             |
| Беенчиме-Салатинский | Таймырский Долгано-Ненецкий район Красноярского края | 8            | 40 ±20            | 71°00′ с. ш. 121°40′ в. д. |             |
| Курский              | Курская область                                      | 6            | 250 ± 80          | 51°42′ с. ш. 36°00′ в. д.  |             |
| Чукча                | Красноярский край                                    | 6            | 75 ± 25           | 75°42′ с. ш. 97°48′ в. д.  |             |
| Гусевский            | Ростовская область                                   | 3            | 49.15 ± 0.18      | 48°26′ с. ш. 40°32′ в. д.  |             |
| Мишиногорский        | Псковская область                                    | 3            | 300 ± 50          | 58°43′ с. ш. 28°03′ в. д.  |             |